# Campionato internazionale sportprototipi 1967
Il Campionato internazionale costruttori 1967, la cui denominazione ufficiale è International Manufacturers Championship, è stata la 2ª edizione del Campionato internazionale sportprototipi.
Organizzato e regolamentato dalla Federazione Internazionale dell'Automobile, tramite la Commissione Sportiva Internazionale, per le sportprototipo gruppo 6 senza limiti di cilindrata, suddivise in due divisioni per ognuna delle quali viene assegnato un titolo assoluto. Si aggiudicano i titoli la Porsche nella divisione entro 2.0 litri e la Ferrari nella divisione oltre 2.0 litri.
Le otto prove in calendario sono valide per il Campionato internazionale vetture sport, quattro anche per il Challenge mondiale endurance.

## Regolamento
Titoli assoluti
Vengono assegnati due titoli assoluti:
- Campionato internazionale costruttori entro 2.0 litri riservato ai costruttori di sportprototipi gruppo 6 con cilindrata entro 2.0 litri.
- Campionato internazionale costruttori oltre 2.0 litri riservato ai costruttori di sportprototipi gruppo 6 con cilindrata oltre 2.0 litri.

Categorie
Partecipano al Campionato le seguenti categorie di vetture:
- Gruppo 2: vetture turismo costruite in numero minimo di 1000 esemplari.
- Gruppo 3: vetture gran turismo costruite in numero minimo di 500 esemplari in un anno senza limiti di cilindrata.
- Gruppo 4: vetture sport prodotte costruite in numero minimo di 50 esemplari in un anno senza limiti di cilindrata.
- Gruppo 5: vetture turismo speciali senza limiti minimi di esemplari costruiti.
- Gruppo 6: sportprototipi senza limiti minimi di esemplari costruiti e senza limiti di cilindrata suddivisi in due classi principali:

entro 2.0 litri di cilindrata massima
oltre 2.0 litri di cilindrata massima
Alle gare le vetture vengono classificate come Sport (S), Prototipi (P), Gran turismo (GT) e Turismo (T) indifferentemente dal gruppo di appartenenza. Le macchine vengono portate in gara in varie versioni, spesso molto diverse tra loro, pertanto lo stesso modello di auto può gareggiare in categorie diverse anche nella medesima gara.

## Costruttori
Di seguito sono riportati i costruttori e i modelli appartenenti al gruppo 6, categoria attorno alla quale si sviluppa il Campionato, che siano stati classificati almeno in una prova per il Campionato anche senza vere ottenuto punti validi per la classifica:
Gruppo 6 entro 2.0 litri
- Alfa Romeo: Giulia TZ2, 33
- Alpine: A210
- Austin-Healey: Sprite, Sebrig Sprite
- Chevron: B6
- Ferrari: Dino 206 P
- Fiat-Abarth: 1000 SP
- Lancia: Fulvia HF
- Lotus: 47
- Marcos: Mini GT
- Moretti: 850
- Porsche: 906, 906 LH, 907 LH, 910

Gruppo 6 oltre 2.0 litri
- ASA: 411
- Beach: Mk 8
- Chaparral: 2F
- Ferrari: 330 P3/4 Spyder, 330 P4 Spyder, 330 P4 Coupé, 412 P
- Ford: GT40 Mk II, GT40 Mk IV, P40
- Howmet: Sprint
- Lola: T70 Mk III
- MG: B GT
- Mirage: M1
- Porsche: 910/8

Questi costruttori, ma con modelli diversi, e numerosi altri partecipano al Campionato senza riuscire a qualificarsi in prova, non prendono il via della gara, non la terminano o non vengono classificati. Numerosi costruttori, compresi alcuni tra quelli precedentemente elencati, prendono parte al Campionato con vetture di altre categorie.

## Risultati
Nella seguente tabella riassuntiva sono riportati i costruttori, le vetture ed i piloti vincitori assoluti, oltre ai costruttori e le vetture vincitori nelle due classi per cui viene assegnato il titolo assoluto, gruppo 6 entro e oltre i 2.0 litri di cilindrata.
| Nº | Data       | Gara                    | Costruttore | Piloti                       | Divisione entro 2.0 litri | Divisione oltre 2.0 litri | Resoconto |
| -- | ---------- | ----------------------- | ----------- | ---------------------------- | ------------------------- | ------------------------- | --------- |
| 1  | 5 febbraio | 24 Ore di Daytona       | Ferrari     | Lorenzo Bandini Chris Amon   | Porsche                   | Ferrari                   | Resoconto |
| 2  | 1º aprile  | 12 Ore di Sebring       | Ford        | Bruce McLaren Mario Andretti | Porsche                   | Ford                      | Resoconto |
| 3  | 25 aprile  | 1000 km di Monza        | Ferrari     | Lorenzo Bandini Chris Amon   | Porsche                   | Ferrari                   | Resoconto |
| 4  | 1º maggio  | 1000 km di Spa          | Mirage      | Jacky Ickx Dick Thompson     | Porsche                   | Mirage                    | Resoconto |
| 5  | 14 maggio  | Targa Florio            | Porsche     | Rolf Stommelen Paul Hawkins  | Porsche                   | Porsche                   | Resoconto |
| 6  | 28 maggio  | 1000 km del Nürburgring | Porsche     | Joe Buzzetta Udo Schütz      | Porsche                   | Porsche                   | Resoconto |
| 7  | 11 giugno  | 24 Ore di Le Mans       | Ford        | Dan Gurney A.J. Foyt         | Porsche                   | Ford                      | Resoconto |
| 8  | 30 luglio  | 6 Ore di Brands Hatch   | Chaparral   | Mike Spence Phil Hill        | Lotus                     | Chaparral                 | Resoconto |

## Classifiche

### Campionato internazionale costruttori entro 2.0 litri
Classifica ufficiale costruttori prototipi gruppo6 entro 2.0 litri.
| Pos | Costruttore   | Pr 1 | Pr 2 | Pr 3 | Pr 4 | Pr 5 | Pr 6 | Pr 7 | Pr 8 | Totale |
| --- | ------------- | ---- | ---- | ---- | ---- | ---- | ---- | ---- | ---- | ------ |
| 1   | Porsche       | 9    | 9    | 9    | 9    | 9    | (9)  | (9)  | (9)  | 45     |
| 2   | Lotus         |      |      |      |      |      |      |      | 9    | 9      |
| 3   | Alfa Romeo    |      |      |      | 4    |      |      | 3    |      | 7      |
| 4   | Austin-Healey |      | 2    |      |      | 3    |      |      |      | 5      |
| 5   | Ferrari       |      |      |      |      | 4    |      |      |      | 4      |
| 5   | Alpine        |      |      |      | 2    |      |      | 2    |      | 4      |
| 7   | Chevron       |      |      |      |      |      | 1    |      | 2    | 3      |
| 8   | Lancia        |      | 1    |      |      | 1    |      |      |      | 2      |
| 8   | Abarth        |      |      |      |      | 2    |      |      |      | 2      |

### Campionato internazionale costruttori oltre 2.0 litri
Classifica ufficiale costruttori prototipi gruppo 6 oltre 2.0 litri
| Pos | Costruttore | Pr 1 | Pr 2 | Pr 3 | Pr 4 | Pr 5 | Pr 6 | Pr 7 | Pr 8 | Totale |
| --- | ----------- | ---- | ---- | ---- | ---- | ---- | ---- | ---- | ---- | ------ |
| 1   | Ferrari     | 9    |      | 9    | 4    | (3)  |      | 6    | 6    | 34     |
| 2   | Porsche     | (3)  | 4    | 4    | 6    | 9    | 9    | (2)  | (4)  | 32     |
| 3   | Ford        | 1    | 9    | 1    | (1)  | 2    |      | 9    |      | 22     |
| 4   | Chaparral   |      |      |      |      |      |      |      | 9    | 9      |
| 4   | Mirage      |      |      |      | 9    |      |      |      |      | 9      |
| 6   | Lola        |      |      |      | 3    |      |      |      |      | 3      |
| 7   | Alfa Romeo  |      |      |      |      |      | 2    |      |      | 2      |

## Galleria d'immagini
Gruppo 6

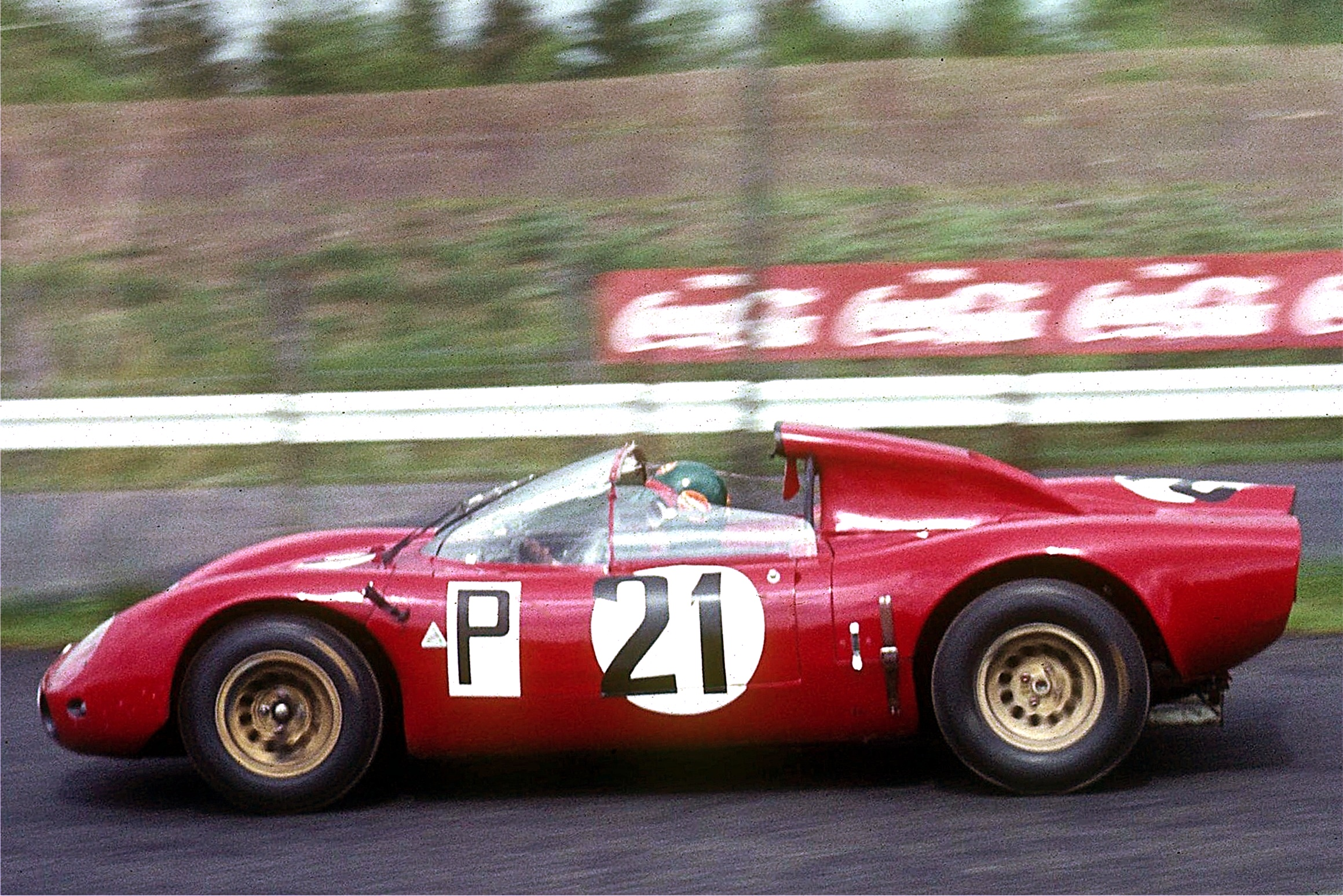
Alfa Romeo T 33
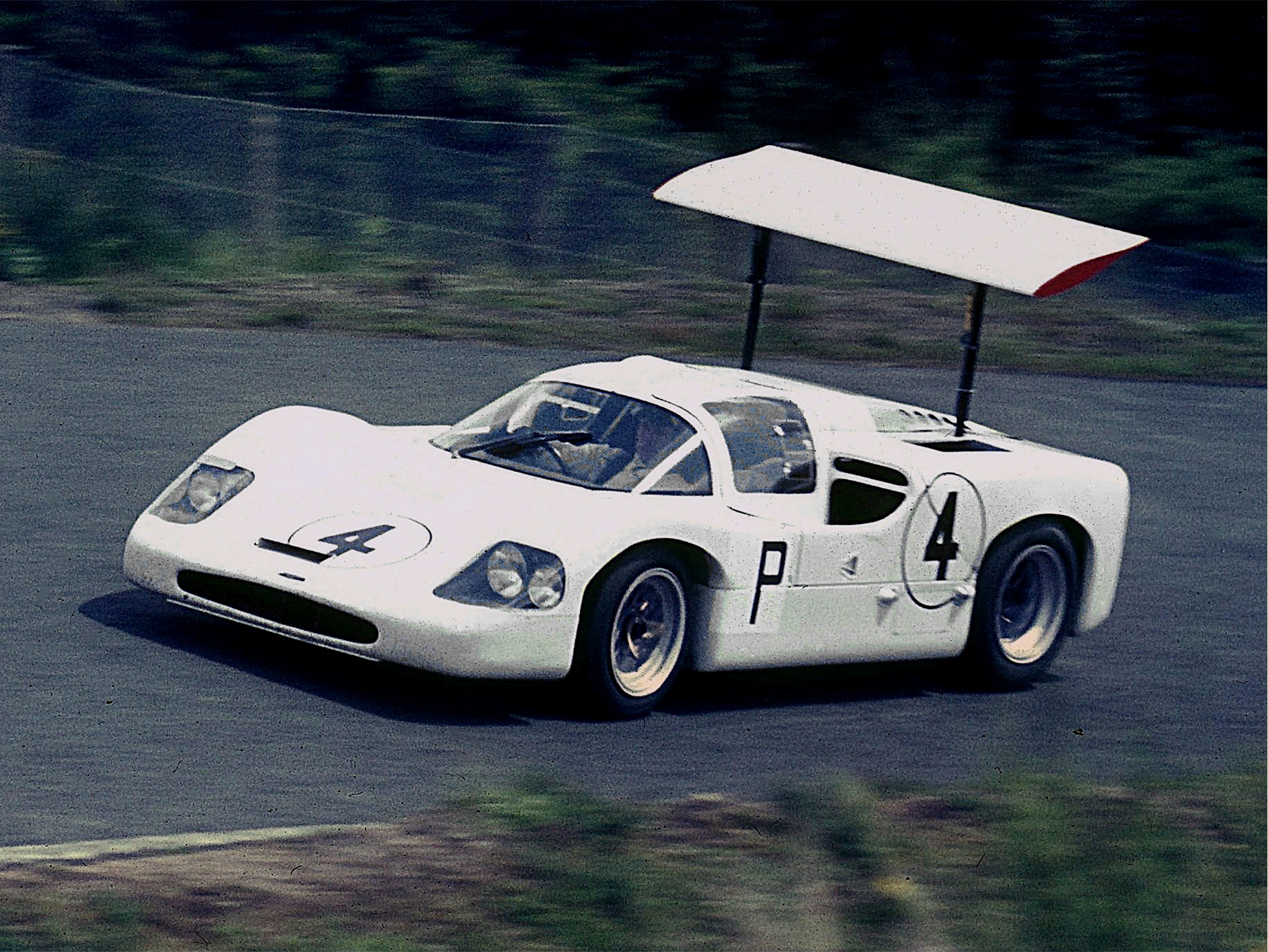
Chaparral 2 F
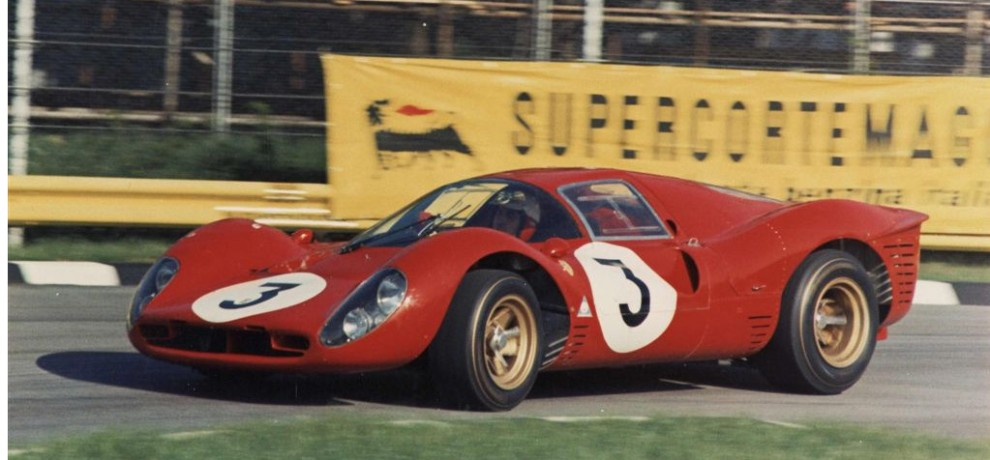
Ferrari 330 P4 Coupé
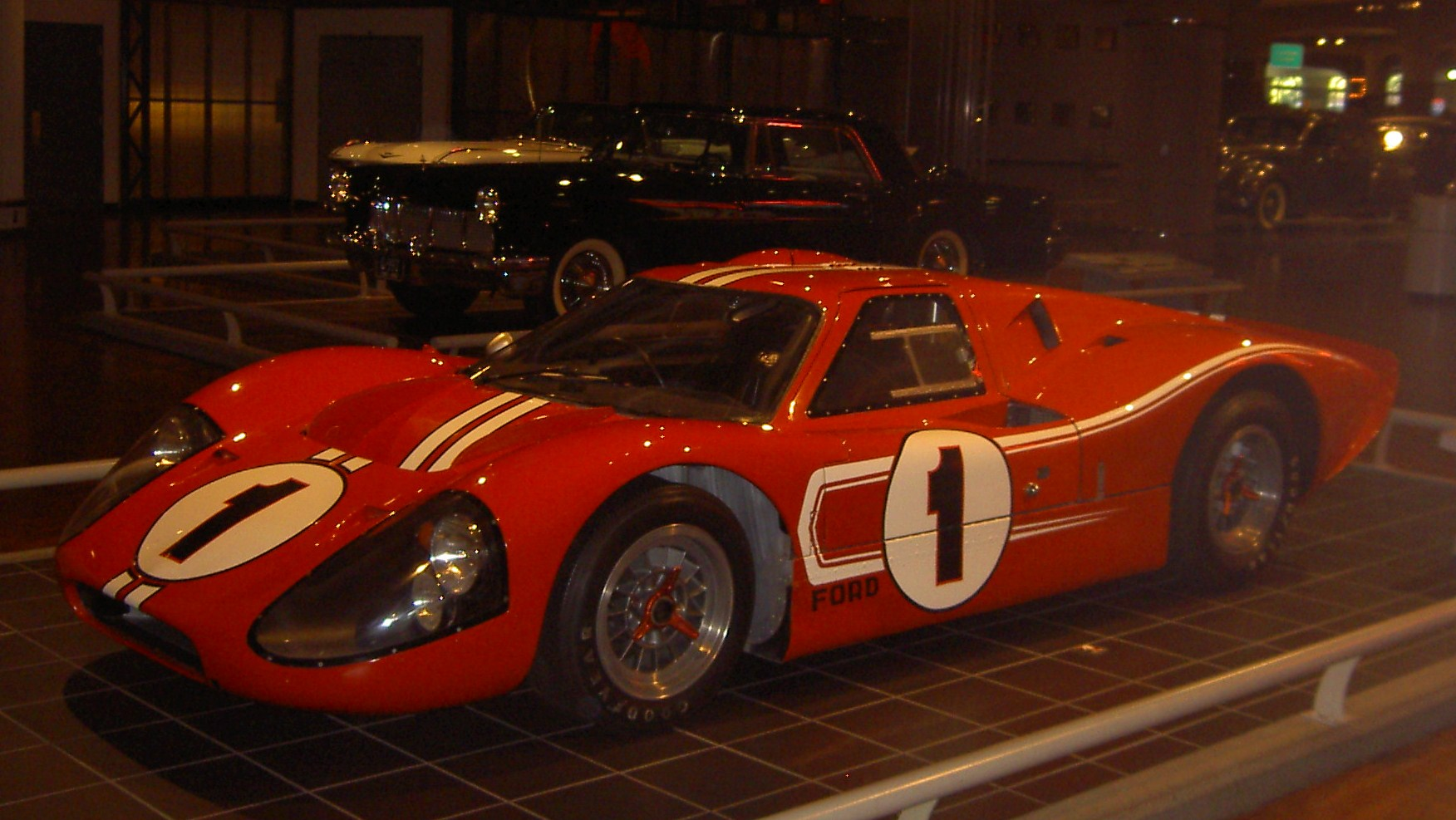
Ford GT40 Mk IV
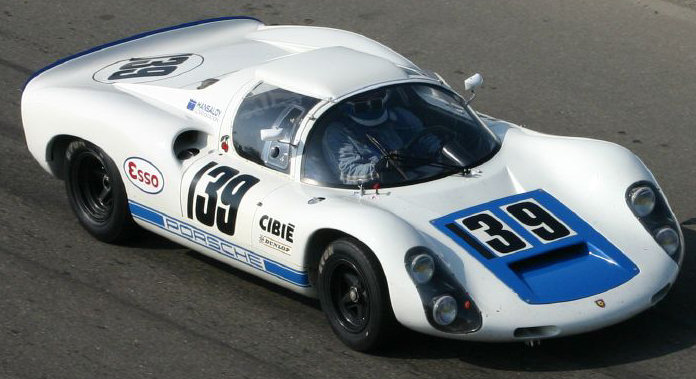
Porsche 910